# Sommer-Paralympics 2020/Teilnehmer (Burkina Faso)
| stlisierte Goldmedaille | stlisierte Silbermedaille | stlisierte Bronzemedaille |
| ----------------------- | ------------------------- | ------------------------- |
| —                       | —                         | —                         |

Burkina Faso sendete für die Paralympischen Spiele 2020 in Tokio (24. August bis 5. September 2021) zwei Athleten.

## Teilnehmer

### Leichtathletik
| Athleten                   | Klassifizierung | Wettbewerb  | Vorlauf/Vorkampf | Vorlauf/Vorkampf | Halbfinale      | Halbfinale | Finale        | Finale        | Rang |
| Athleten                   | Klassifizierung | Wettbewerb  | Zeit/Weite       | Rang             | Zeit/Weite      | Rang       | Zeit/Weite    | Rang          | Rang |
| -------------------------- | --------------- | ----------- | ---------------- | ---------------- | --------------- | ---------- | ------------- | ------------- | ---- |
| Frauen                     |                 |             |                  |                  |                 |            |               |               |      |
| Kouilibi Victorine Guissou | T57             | Kugelstoßen | –                | –                | –               | –          | 6,25          | 12            | 12.  |
| Männer                     |                 |             |                  |                  |                 |            |               |               |      |
| Ferdinand Compaoré         | T13             | 100 m       | –                | –                | Disqualifiziert |            | Ausgeschieden | Ausgeschieden | –    |
| Ferdinand Compaoré         | T13             | Weitsprung  | –                | –                | –               | –          | 4,98 m        | 8             | 8.   |